# Krkojevci
Krkojevci falu Bosznia-Hercegovinában, a Bosznia-hercegovinai Föderáció Una-Szanai kantonjában, Sanski Most községben. 

## Fekvése
Bosznia-Hercegovina északnyugati részén, Bihácstól légvonalban 64, közúton 87 km-re keletre, Sanski Most központjától 3 km-re délre fekvő sík területen, a termékeny Szanai-síkság (Sansko polje) déli részén, a Szana-folyó bal partján fekszik. 

## Népessége
| Nemzetiségi csoport | Népesség 1991 | Népesség 2013 |
| ------------------- | ------------- | ------------- |
| Szerb               | 276           | 56            |
| Bosnyák             | 0             | 304           |
| Horvát              | 12            | 1             |
| Jugoszláv           | 15            | 0             |
| Egyéb               | 1             | 0             |
| Összesen            | 304           | 361           |

## Története
Krkojevci 1878-ig az Oszmán Birodalomhoz tartozott, majd osztrák-magyar uralom alá került. Az első osztrák-magyar népszámláláskor 1879-ben 74 ortodox lakosa volt. 1910-ben 133 lakosa volt. 1918-ban az Osztrák-Magyar Monarchia széthullásával Jugoszlávia része lett. 1941-ben vegyes szerb-horvát lakosságú volt. A második világháború idején a falu 74 szerb lakosa esett áldozatul. A szerb lakosság száma akkor esett vissza, amikor 1995-ben a Sana’95 offenzíva során a bosnyák kormánycsapatok elfoglalták a falut a szerbektől és a távozó szerb csapatokkal a szerb lakosság is elmenekült. A háború után közülük csak kevesen tértek vissza.
Az elmenekült szerbek helyére a háború után főként muszlimok érkeztek (a falunak korábban nem volt muszlim lakossága). A helyi muszliomok Sanski Most-i gyülekezethez tartoznak, mecsetüket 2021 és 2022 között építették fel. Tervben van a helyi önálló muszlim gyülekezet alapítása.

## Nevezetességei
A falu „Abdurrahman ibn Auf” nevét viselő mecsetét 2022. augusztus 7-én nyitották meg.